# Jogo

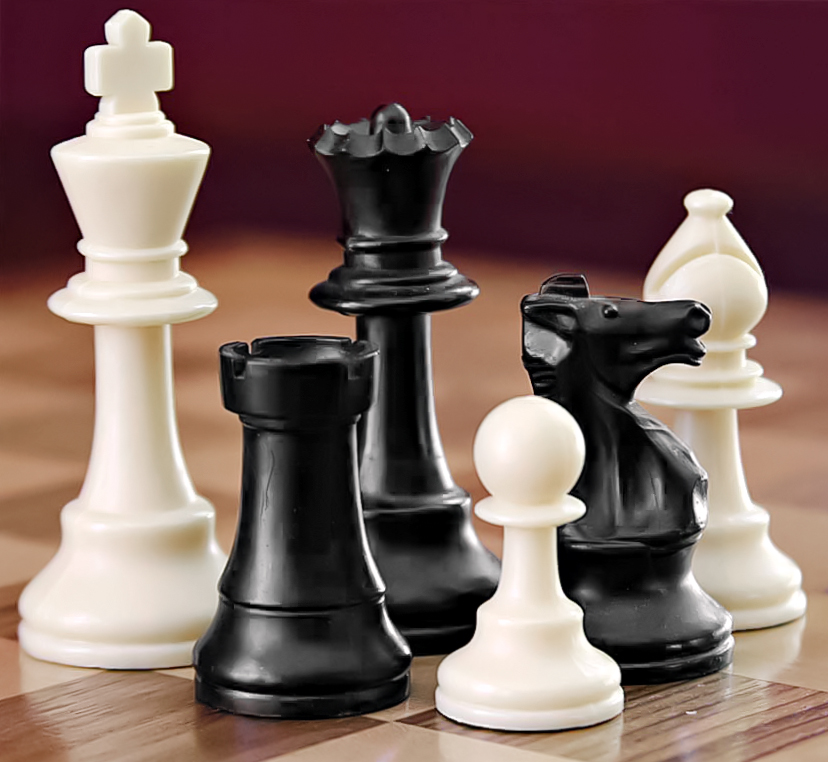
Peças do jogo xadrez

Jogo (do latim: "jocus", que significa brincadeira, divertimento) é toda e qualquer atividade em que exista a figura do jogador (como indivíduo praticante) e regras que podem ser para ambiente restrito ou livre. Geralmente os jogos têm poucas regras e estas tendem a ser simples. Sua presença é importante em vários aspectos, entre eles a regra define o início e fim do jogo. Pode envolver dois ou mais jogando entre si como adversários ou cooperativamente com grupos de adversários. É importante que um jogo tenha adversários interagindo e como resultado de interação exista um vencedor e um perdedor.
Jogos são atividades estruturadas, praticadas com fins recreativos e, em alguns casos, fazem parte de instrumentos educacionais, onde são usados jogos para passar uma mensagem aos jogadores (vencedores e perdedores). São distintos do trabalho que visa remuneração e da arte que está associado à expressão de ideias. Esta separação é sempre precisa, porém, há jogos praticados por remuneração e outros associados à expressão de ideias e emoções.
Jogos geralmente envolvem estimulação mental ou física e muitas vezes ambos. Muitos deles ajudam a desenvolver habilidades práticas, servem como uma forma de exercícios ou realizam um papel educativo, simulação ou psicológica.
São disputados contra adversários, o que os diferencia de competições, o adversário pode ser outro jogador ou uma simulação que interage com o jogador (no caso de jogos digitais).
Em resumo os jogos possuem um certo número de características comuns que permite que sejam classificados como elementos de um jogo:
- Jogador;
- Adversário;
- Interatividade;
- Deve existir regras;
- Deve existir objetivo;
- Condições de vitória, empate e derrota;
- Ser uma forma de entretenimento/passatempo.

Em todo caso, é importante ressaltar que alguns autores diferem em relação a estes elementos.
Portanto, ao longo dos anos surgiram várias tentativas de dizer o que é um jogo, sendo diferentes os conceitos. Entre as definições, temos:
De acordo com Chris Crawford, a exigência de interação entre jogadores coloca atividades como "quebra-cabeças" e "jogos de paciência" na categoria dos quebra-cabeças ao invés de jogo e isso ocorre porque não há adversário.

## Definições

### Ludwig Wittgenstein
Ludwig Wittgenstein foi provavelmente o primeiro filósofo acadêmico a tentar criar uma definição para jogo. Ao analisar o processo de formação da racionalidade em seu texto Investigações Filosóficas, cria o termo "jogos de linguagem" e demonstra que as definições de jogo a partir de características como entretenimento, regras e competição são incompletas e inadequadas. Argumenta ainda que os jogos não podem ser agrupados por uma única definição, mas apresentam um conjunto de características que são compartilháveis dentre as definições possíveis.“cso”.

### Johan Huizinga
O historiador Huizinga, em 1938, escreveu seu livro Homo Ludens, no qual argumenta que o jogo é uma categoria absolutamente primária da vida, tão essencial quando o raciocínio (Homo sapiens) e a fabricação de objetos (Homo faber), então a denominação Homo ludens, quer dizer que o elemento lúdico está na base do surgimento e desenvolvimento da civilização.
Huizinga define jogo como: "uma atividade voluntária exercida dentro de certos e determinados limites de tempo e espaço, segundo regras livremente consentidas, mas absolutamente obrigatórias, dotado de um fim em si mesmo, acompanhado de um sentimento de tensão e alegria e de uma consciência de ser diferente de vida cotidiana".

### Roger Caillois
Segundo Roger Caillois, as características dos diferentes jogos são:
- Competição;
- Sorte;
- Simulação;
- Vertigem.

Quanto ao grau de disciplina os jogos são classificados:
- Numa abordagem mais primitiva, espontânea ou orgânica (Paidia), deusa do divertimento e do prazer ou;
- Numa mais regrada, estandardizada e burocrática (Ludus) deus do jogo e da ordem.[carece de fontes?]

### Outras definições
- "Um jogo é um sistema no qual os jogadores envolvem-se em um conflito artificial, definida por regras, que determina um resultado quantificável". (Katie Salen e Eric Zimmerman)
- "Um jogo é uma forma de arte na qual os participantes, denominados jogadores, tomam decisões, a fim de gerir os recursos através de elementos de jogo na busca de um objetivo." (Greg Costikyan)
- "Um jogo é uma atividade entre dois ou mais tomadores de decisão independentes que procuram atingir os seus objetivos em um contexto de limitação." (Clark C. Abt)
- "Em seu nível mais elementar, então podemos definir jogo como um exercício de sistemas de controle voluntário em que há uma oposição entre forças, confinados por um procedimento e as regras a fim de produzir um resultado de desequilíbrio". (Elliot Avedon e Brian Sutton-Smith)
- Em Inteligência Artificial, um jogo é um modelo teórico de conflitos de interesse (decisões possíveis, resultados possíveis) entre dois ou mais agentes que tem motivações conflitantes.

## Origem

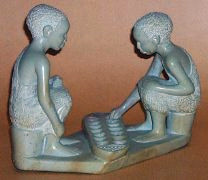
Representação de um jogo de mancala.

A arqueologia registra a presença de competições e jogos desde 2600 a.C.. Os jogos são elementos universais em todas as culturas humanas. O jogo Real de Ur, Senet, e Mancala são alguns dos mais antigos exemplares. O jogo do tavolado é o mais antigo jogo ao qual há referência, em Portugal.
Os jogos de tabuleiro, especificamente, foram inventados e jogados em quase todas as partes do mundo. Somente entre os aborígenes australianos e os esquimós não se encontraram jogos de tabuleiro.
Desde o século X aC. os jogos de cartas tem fascinado a humanidade. Desde as simples tiras de papel nascidas no oriente às cartas que se tornaram conhecidas na Europa a partir do século XVI, as cartas se tornaram um fenômeno universal.
O jogo da Trilha já é um jogo bem mais recente. Surgiu em 1400 d.C..

## Elementos  e classificações
Os principais elementos utilizados na categorização dos jogos são: ferramentas e regras.
Estes elementos definem a categorização de cada jogo em: jogos de perícia, jogos de estratégia ou jogos de azar.

### Ferramentas
São os materiais utilizados durante o jogo e podem incluir: miniaturas, a bolas, cartas, tabuleiros e peças, jogo eletrônico ou computador.

### Regras

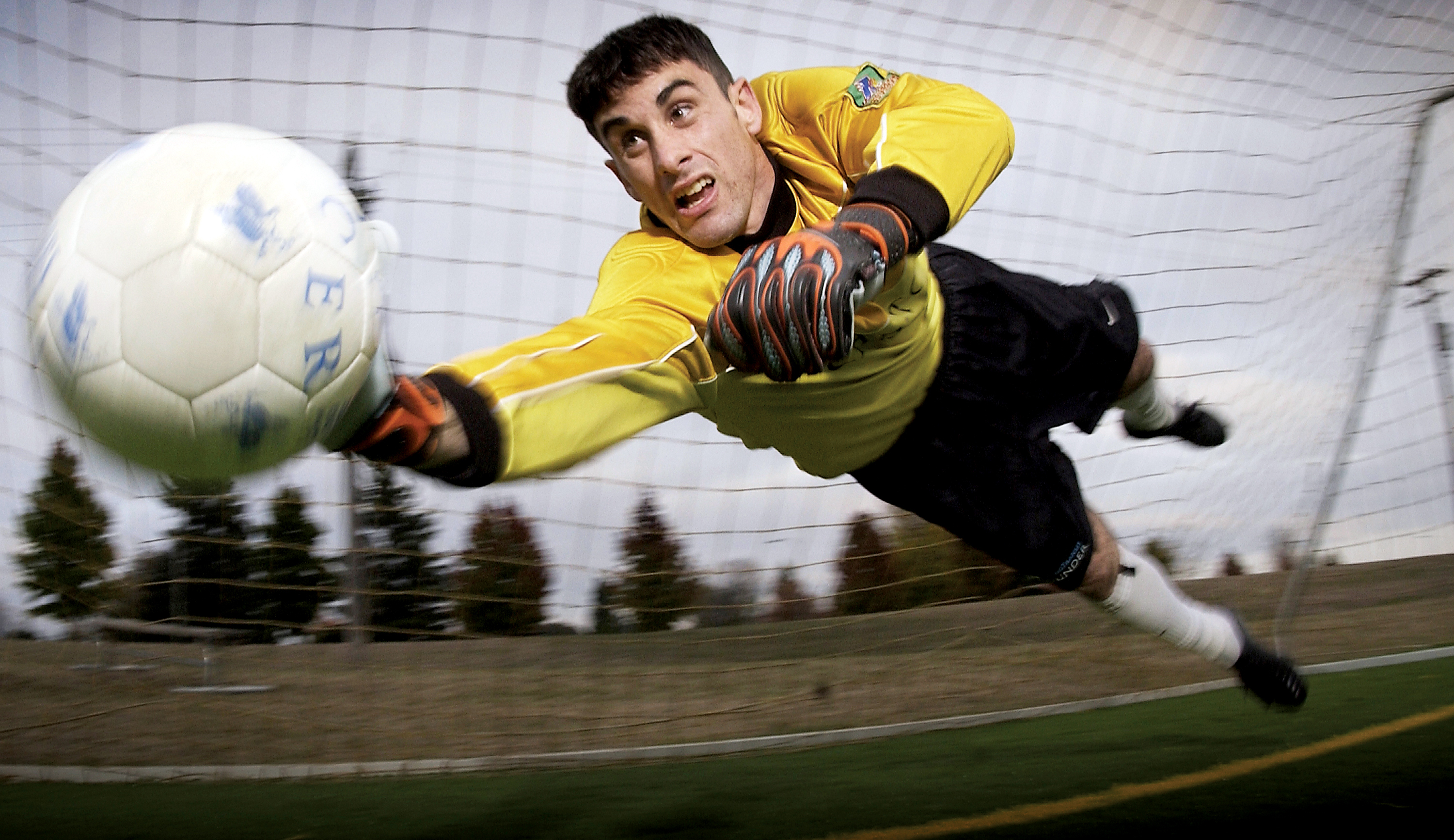
Goleiro ou guarda-redes de futebol.

As regras de um jogo são os elementos que definem sua coerência e estrutura.
Apesar de um mesmo jogo poder ser praticado com variações, determinadas mudanças em um padrão de regras podem dar origem a novos jogos.
Ex. Futebol e Futsal; voleibol e voleibol de praia; etc. As regras de um jogo determinam a sequência de turnos, os direitos e obrigações de cada jogador além dos objetivos a serem alcançados.

### Perícia, estratégia e sorte
As ferramentas de um jogo aliadas as suas regras irão determinar a classificação de um jogo entre: jogos de perícia, jogos de estratégia.
Jogos de perícia podem exigir habilidades físicas como as artes marciais, o cabo de guerra ou habilidades mentais como xadrez ou damas.
Jogos de estratégia exigem basicamente um bom raciocínio lógico de seus participantes.
Algumas pessoas classificam jogos de azar como jogos também. Jogos de azar são aqueles em que a vitória e determinada basicamente por elementos aleatórios. Ex: Bingo, roleta, etc. Porém não possuem todos os requisitos mencionados anteriormente.
Grande parte dos jogos podem conter mais de um destes elementos. Esportes coletivos como vôlei e futebol envolvem tanto habilidades físicas quanto estratégia. Banco Imobiliário e pôquer dependem de estratégia e sorte. Muitos jogos de cartas colecionáveis e jogos de tabuleiros utilizam combinações dos três.

## Tipos de jogos
Os jogos podem ter uma variedade de formas, de esportes competitivos, a jogos de tabuleiro e jogos de vídeo.

### Jogos de mesa

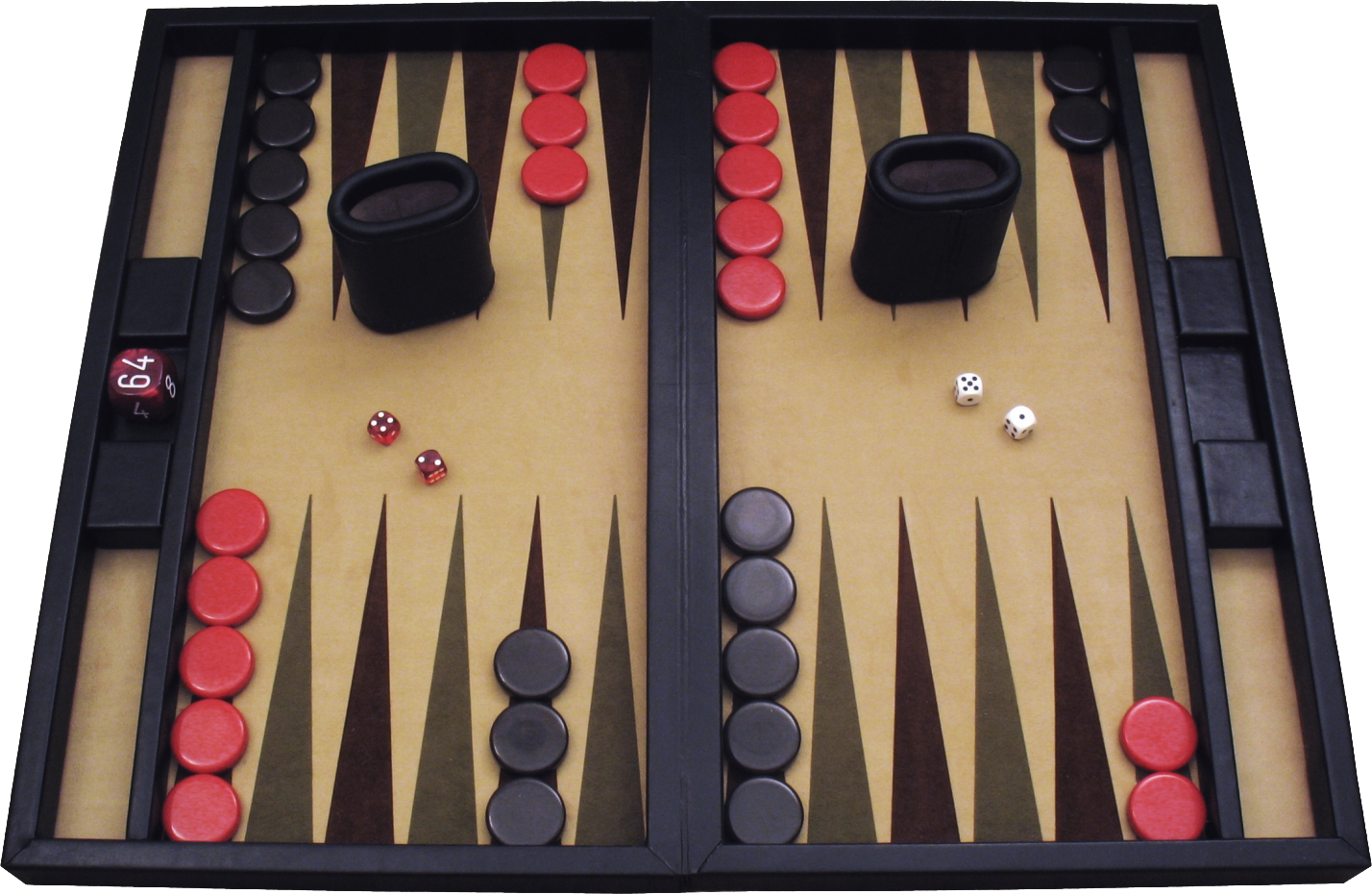
Gamão.

Um jogo de mesa geralmente se refere a qualquer jogo em que os elementos do jogo estão confinados a uma área pequena e que exigem pouco esforço físico, geralmente a simples colocação, pegar e mover as peças do jogo. A maioria destes jogos são, assim, jogados numa mesa em torno da qual os jogadores estão sentados e em que os elementos do jogo estão localizados. Uma grande variedade de tipos de jogos importantes geralmente caem sob o título de jogos de mesa. É interessante notar que muitos jogos que se inserem nesta categoria, especialmente jogos de festa, são de forma mais livre no seu modo de jogar e podem envolver atividade física, como mímica; no entanto, a premissa básica ainda é que o jogo não exige uma grande área na qual jogá-lo, grandes quantidades de força ou resistência, ou outros equipamentos especializados dos que já vem na caixa (jogos, por vezes, exigem materiais adicionais, tais como lápis e papel que são fáceis de obter). O pega-varetas, o tangram, o jogo de damas e o kono são exemplos de jogos de mesa.

### Jogos de caneta e papel

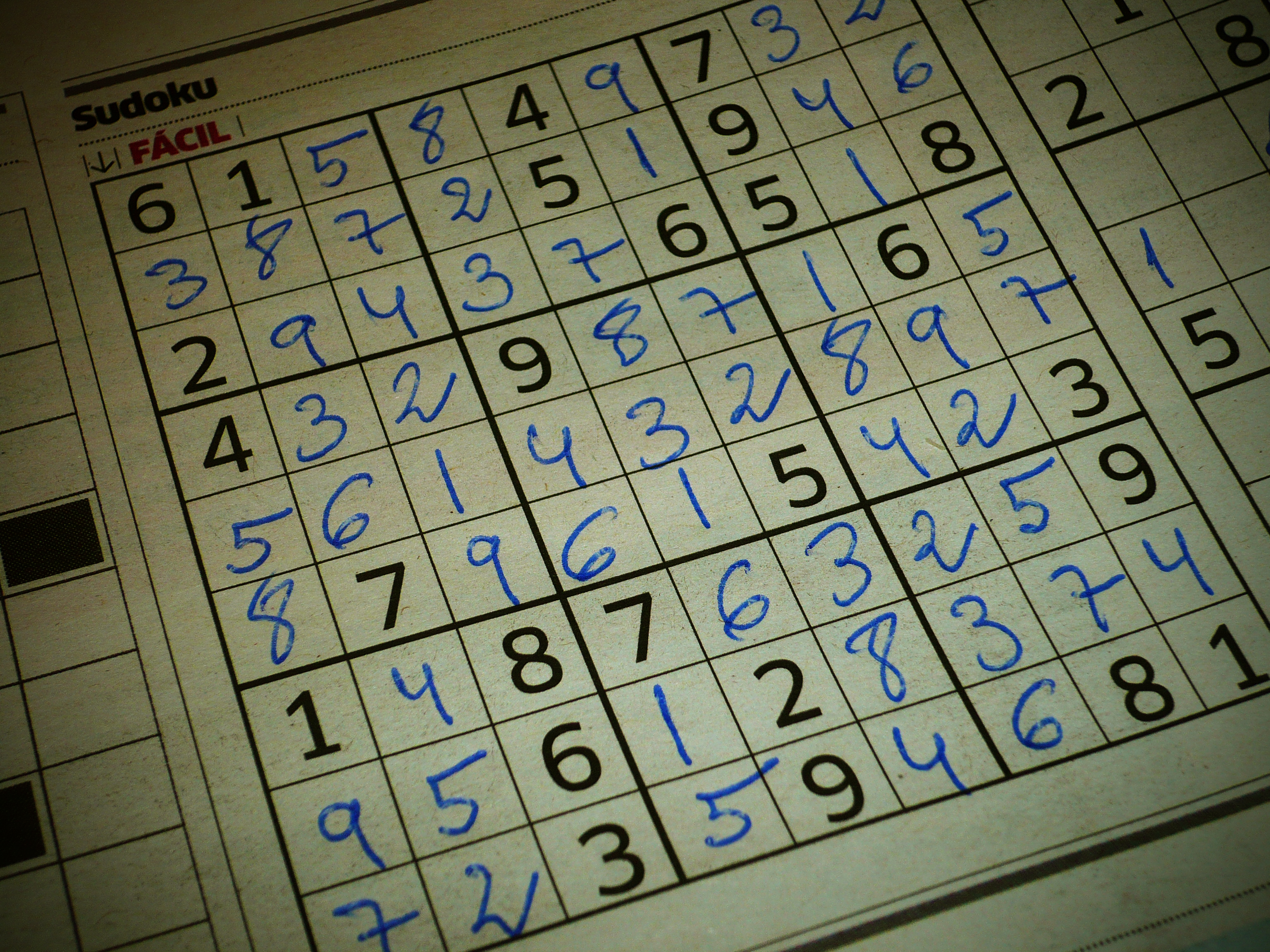
Sudoku.

Jogos de lápis e papel requerem pouco ou nenhum equipamento especializado que não seja material de escrita, apesar de alguns desses jogos serem comercializados como jogos de tabuleiro (Scrabble, por exemplo, baseia-se na ideia das Palavras cruzadas e conjuntos do jogo da velha com uma grade reticulada e peças estão disponíveis comercialmente). Estes jogos variam muito, desde jogos centrados no formato que está sendo desenhada como "ligue os pontos" e corrida de vetores a jogos de quebra-cabeça de lógica, como Sudoku.

### Jogos de cartas

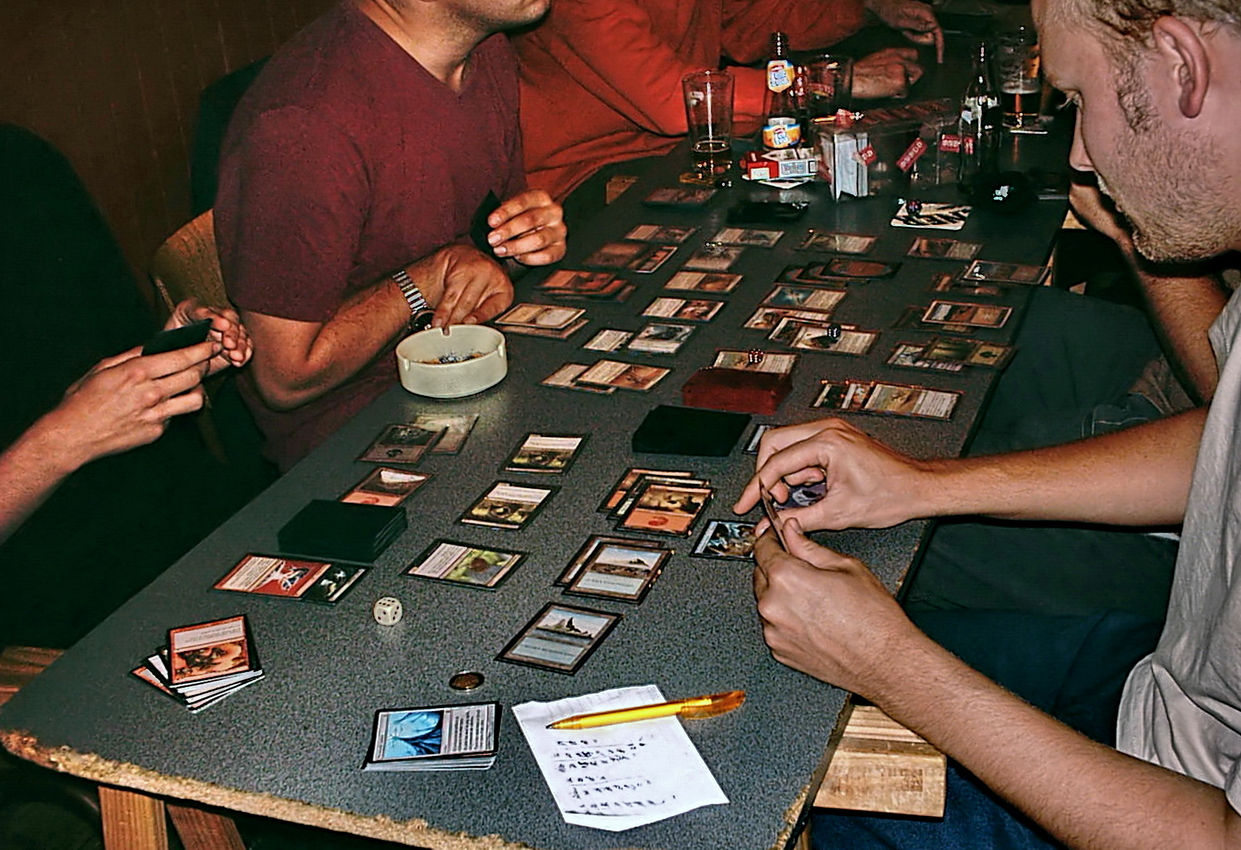
Jogo de cartas Magic: The Gathering.

Jogos de cartas usam um ou mais baralhos de cartas como a sua ferramenta central. As cartas podem ser um baralho padrão de 52 cartas (como usado no bridge, no pôquer, buraco, etc), uma baralho regional com 32, 36 ou 40 cartas com diferentes desenhos para os naipes (como para o popular Baralho espanhol), o baralho de Tarot de 78 cartas (usado na Europa para jogar uma variedade de jogos de truques conhecidos coletivamente como Tarot ou jogos Tarocchi), ou um baralho específico para um jogo individual. O Uno é um exemplo de jogo que era originalmente jogado com um baralho e foi comercializado com um baralho personalizado. Alguns jogos de cartas colecionáveis, como Magic: The Gathering e Yu-Gi-Oh são jogados com uma pequena seleção de cartas que foram recolhidos ou comprados individualmente a partir de grandes conjuntos disponíveis.
Na atualidade, os jogos de cartas também assumiram versões digitais como em Hearthstone: Heroes of Warcraft, anunciado em 22 de março de 2013. Nesse jogo, os participantes constroem decks a partir de heróis que representam nove classes do universo de Warcraft e trocam turnos jogando cartas de seus decks personalizados, usando feitiços, armas ou habilidades heroicas.

### Jogos de dados

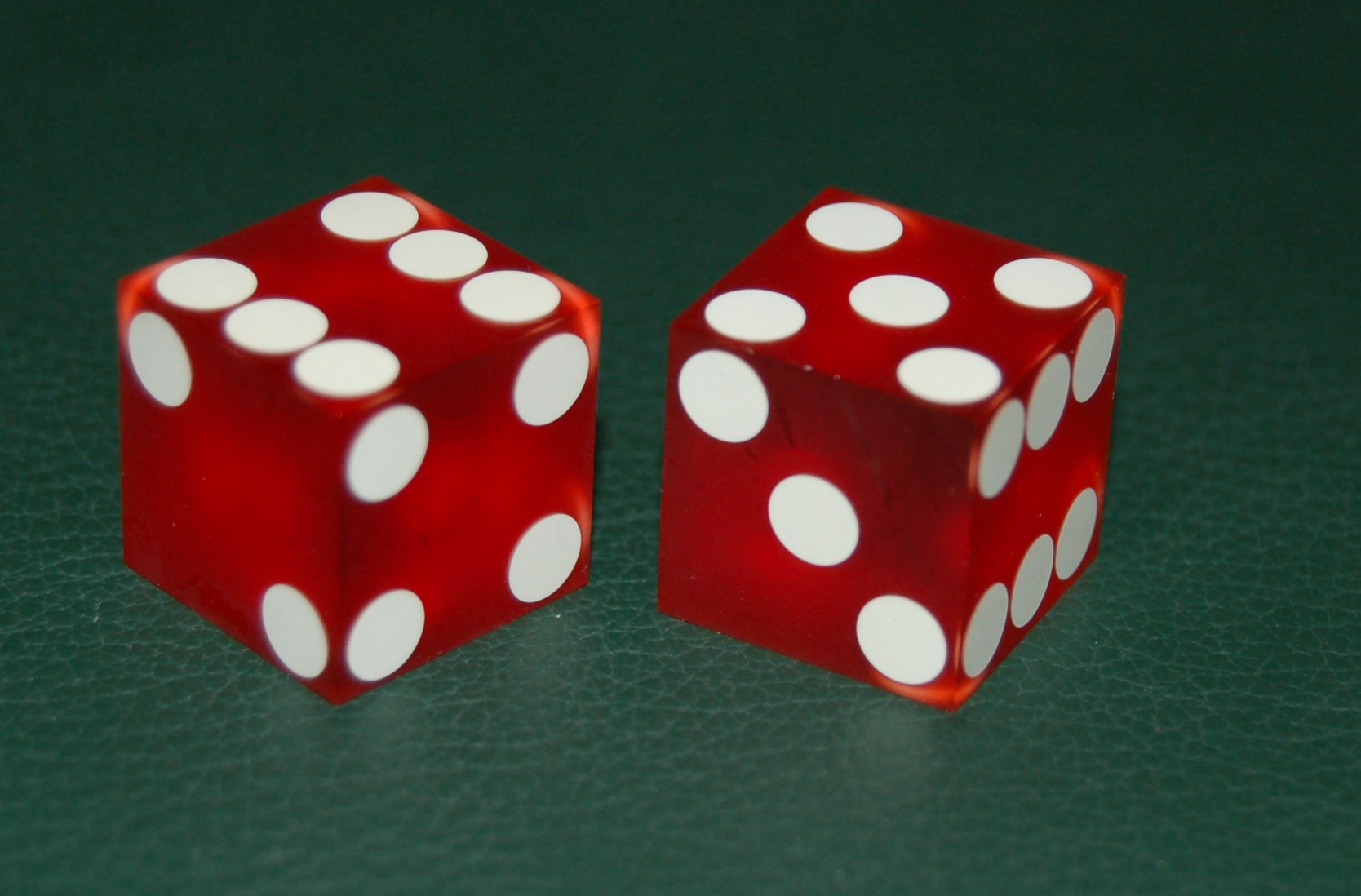
Exemplo de dados de jogo usados no craps

Jogos de dados utilizam uma série de dados como seu elemento central. Jogos de tabuleiro costumam usar dados como um elemento de randomização e, assim, cada lançamento de dados tem um impacto profundo sobre o resultado do jogo. No entanto jogos de dados são diferenciados pelo fato que os dados não determinam o sucesso ou fracasso de algum outro elemento do jogo, pois eles são em vez disso, o indicador central da posição da pessoa no jogo. Jogos populares de dados incluem o Yahtzee (ou General), Dado de Ouro, Craps e Dados de poker entre outros. Como dados são, por sua própria natureza, concebidos para produzir números aparentemente aleatórios, esses jogos envolvem geralmente um elevado grau de sorte, que pode ser dirigido, em certa medida, pelo jogador através de elementos mais estratégicos do jogo e por meio de princípios da teoria da probabilidade. Esses jogos são assim populares como jogos de azar. O jogo de Craps é talvez o exemplo mais famoso, embora os dados de pôquer tenham também sido originalmente concebidos como jogos de azar.

### Jogos de tabuleiro

O Ludo é uma adaptação de um jogo de tabuleiro originário da India.

Jogos de tabuleiro usam como uma ferramenta central um tabuleiro em que o status dos jogadores, recursos e progresso do jogo são rastreados usando componentes físicos. Muitos também envolvem dados e/ou cartas. A maioria dos jogos que simulam guerra são jogos de tabuleiro (embora um grande número de jogos de vídeo tenham sido criados para simular combate estratégico), e o tabuleiro pode ser um mapa em que se movem as unidades dos jogadores. Praticamente todos os jogos de tabuleiro envolvem jogos "baseados em turnos"; um jogador traça sua estratégia e, em seguida, faz um movimento, então o próximo jogador faz o mesmo, e um jogador só pode agir em seu turno. Isto é o oposto ao jogo em tempo real como é encontrado em alguns [[jogo de carta|jogos de cartas][, a maioria dos esportes e a maioria dos jogos de vídeo.
Alguns jogos, como xadrez e Go, são inteiramente determinísticos, contando apenas com o elemento de estratégia para ser interessante. Jogos para crianças, por outro lado, tendem a ser muito baseados na sorte, com jogos como "corrida de cavalos" praticamente sem nenhuma decisão a ser tomada.

### Jogos musicais
O conto sonoro é um tipo de jogo musical onde são emitidos sons e ruídos para cada elemento escolhido pelo educador de forma a criar a sonoplastia da história que está sendo contada.

### Jogos interativos
Jogos em que os participantes jogam uns contra os outros na mesma rede, através de uma comunicação virtual, são atividades interativas presenciais com envolvimento dos participantes e fortes elementos lúdicos. São eficazes na validação, teste, reforço, simulação de conceitos, procedimentos e atitudes. Utilizam recursos de alta tecnologia, teatro e multimédia para a melhor performance interativa.

### Jogos eletrônicos
São jogos normalmente jogados na internet ou em aparelhos eletrônicos em diferentes plataformas como: consoles, computadores, celulares, entre outros. Dependendo do jogo não é necessário mais de uma pessoa para se jogar, mas vários dos jogos além de apresentar modo single player ( jogador solo ou jogar sozinho) apresentam multiplayer ( multijogador), normalmente para se jogar o modo multijogador é necessário ter uma conexão à internet, mas em alguns jogos você consegue jogar com outro jogador sem precisar da internet, nesse caso deve-se ter mais de um controle e esse outro ou outros jogadores devem estar com você para se conectar no seu console, computador ou celular.

## Áreas de interesse
Os jogos costumam ser estudados por quatro áreas do conhecimento humano:
O antropológico – estuda o significado e o contexto dos jogos;
O sociológico – estuda os efeitos dos jogos sobre as pessoas (aprendizado, desenvolvimento cognitivo, agressividade, etc.);
O tecnológico – estuda os elementos que compõe os jogos e sua utilização. Analisa sua utilização como vetores de inovações tecnológicas. É também o campo de estudo e trabalho dos Designer de jogos;
O comercial - analisa a criação, evolução e a comercialização dos jogos.